# Deining
Pour les articles homonymes, voir Deining (nl) pour le film néerlandais (2004).
Deining est une commune de Bavière (Allemagne), située dans l'arrondissement de Neumarkt in der Oberpfalz, dans le district du Haut-Palatinat.